# Ministerstwo Spraw Zagranicznych NRD

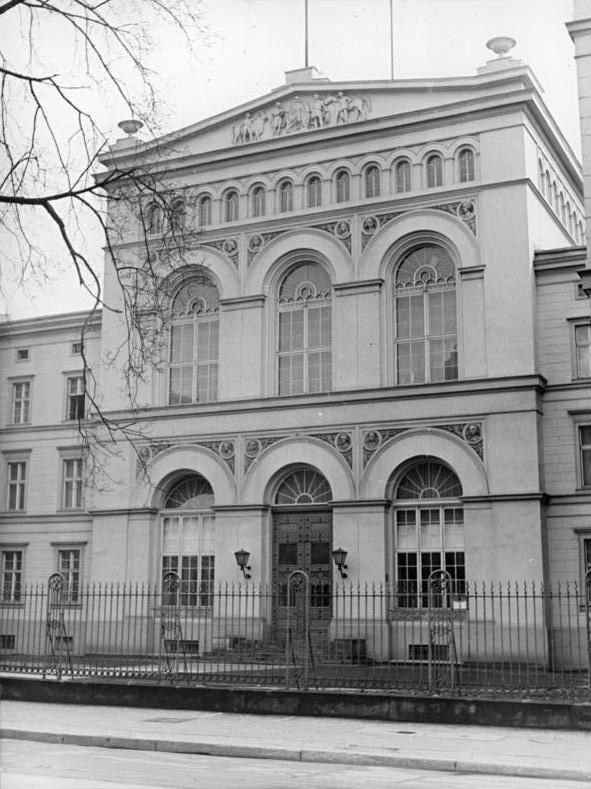
MSZ NRD przy Luisenstraße w 1958 roku

Ministerstwo Spraw Zagranicznych NRD (niem. Ministerium für Auswärtige Angelegenheiten der DDR, MfAA) – resort spraw zagranicznych Niemieckiej Republiki Demokratycznej, funkcjonujący w latach 1949–1990. Był odpowiedzialny za realizację polityki zagranicznej państwa i administrował służbą zagraniczną.

## Historia
Realia stosunków NRD z zagranicą sprawiły, iż w początkowym okresie, np. lat 50–70., placówki dyplomatyczne tego kraju w wielu państwach miały formalnie niższą rangę i oficjalnie były przedstawicielstwami nie MSZ NRD a Izby Handlu Zagranicznego NRD (Kammer für Außenhandel der DDR) ⇒ przedstawicielstw izby (Kammervertretung – KV) lub Ministerstwa Handlu Zagranicznego NRD (Ministerium für Außenhandel der DDR) ⇒ przedstawicielstw handlowych (Handelsvertretung – HV) lub misji handlowych (Handelsmission). W szeregu krajach MSZ NRD utrzymywał misje dyplomatyczne (Diplomatischen Mission) które następnie były przekształcane w ambasady.
Po podjęciu decyzji o połączeniu obu państw niemieckich, zlikwidowano Ministerstwo Spraw Zagranicznych NRD, a organem prowadzącym stosunki zagraniczne został Urząd Spraw Zagranicznych RFN (niem. Auswärtiges Amt).

## Korpus Dyplomatyczny
Ministerstwo utrzymywało Klub dla Korpusu Dyplomatycznego (Club für das Diplomatische Corps in der DDR) nad jez. Zeuthener See w Zeuthen pod Berlinem przy Rudolf-Breitscheit- s. 2–6 (1977). Obsługą bytową zajmował się Zarząd Obsługi Przedstawicielstw Zagranicznych w NRD (Dienstleistungsamt für Ausländische Vertretungen in der DDR – DAV) (1961-), medyczną – Rządowy Szpital (Regierungskrankenhaus) przy Scharnhorststraße 37, zaś dostawą towarów firma „Versina”.

## Siedziba
- Pierwszą siedzibą, w latach 1949–1967, był budynek przy Luisenstraße 54–57, który następnie zajmowało Ministerstwo Szkolnictwa Wyższego i Zawodowego NRD (niem Ministerium für Hoch- und Fachschulwesen der DDR)[7].
- Kolejną był wybudowany w latach 1964–1967 według projektu Josefa Kaisera, Heinza Austa, Waltera Herzoga i Lothara Kwasnitzy budynek przy Marx-Engels-Platz 2 (obecnie Schinkelplatz). Mieścił 862 pomieszczenia biurowe z 1300 stanowiskami pracy, kino i salę wykładową na 300 osób oraz sale konferencyjne. Został zburzony w 1995 roku[7].
- W latach 1974–1976 wzniesiono też gmach, głównie na potrzeby ambasad Holandii, Norwegii, Austrii i Wenezueli przy ówczesnej Otto-Grotewohl-Straße 5 (od 1993 Wilhelmstraße 65), w latach 2008–2012 przebudowany na potrzeby Bundestagu[8].